# Britische Unterhauswahl 1918
Die britische Unterhauswahl 1918 fand am 14. Dezember 1918, etwa einen Monat nach Ende des Ersten Weltkrieges, statt. Die seit 1916 regierende Koalitionsregierung aus Konservativen und einem Teil der Liberalen unter Premierminister David Lloyd George stellte sich zur Wahl. Die Wahl wurde auch als Khaki-Wahl bekannt, weil das öffentliche Bild in weiten Teilen durch kürzlich demobilisierte Soldaten bestimmt war. Die ebenfalls geläufige Bezeichnung als Coupon-Wahl bezog sich auf die Unterstützerschreiben („Coupons“), die die Kandidaten der Koalitionsregierung von Premierminister Lloyd George und vom konservativen Parteivorsitzenden Andrew Bonar Law im Vorfeld der Wahl erhielten. Durch die im Wahljahr verabschiedete Wahlrechtsreform hatte sich die Zahl der Wahlberechtigten mehr als verdoppelt. Die Wahl 1918 war die erste Unterhauswahl, bei der Frauen ein eingeschränktes aktives und passives Wahlrecht hatten.
Die Unterstützer der Liberal-Konservativen Koalitionsregierung gewannen deutlich. Hauptgewinner waren die Konservativen, während die Wahl die Spaltung der Liberalen Partei verfestigte. In Irland gewann die radikale Sinn Féin die große Mehrheit der Sitze, was kurze Zeit später zum Irischen Unabhängigkeitskrieg führte.

## Vorgeschichte

### Spaltung der Liberalen Partei und Koalitionsregierung unter David Lloyd George 1916

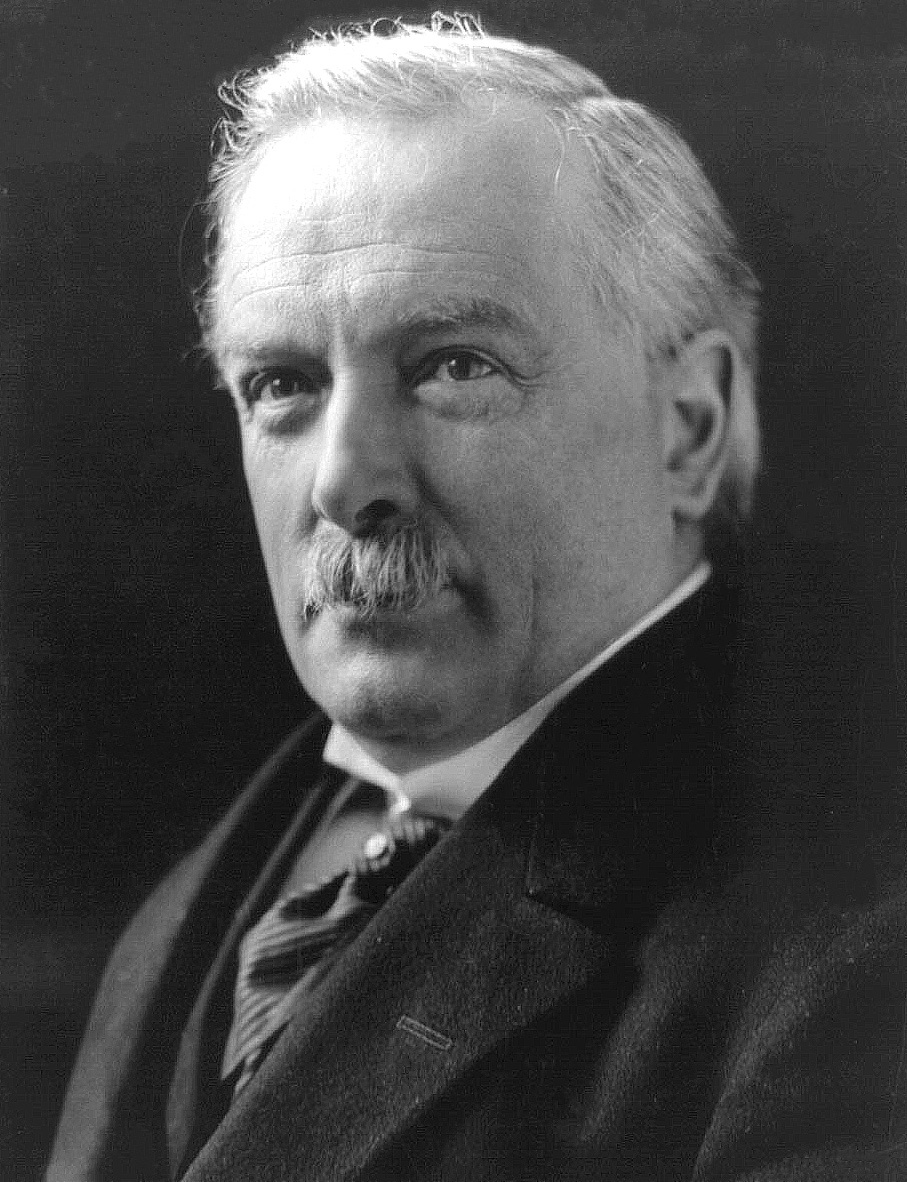
David Lloyd George, Premierminister 1916 bis 1922

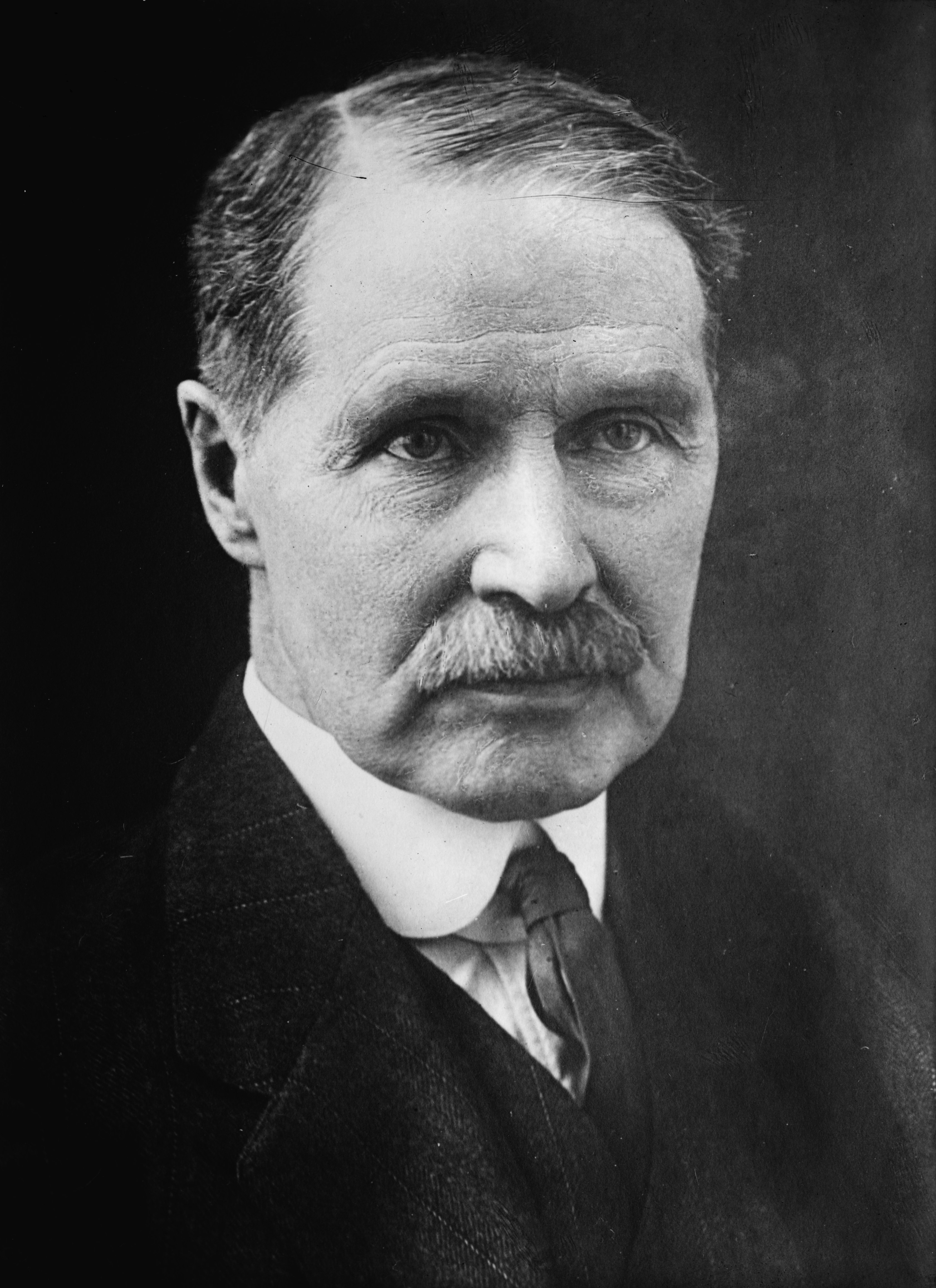
Andrew Bonar Law, Parteiführer der Konservativen und späterer Premierminister

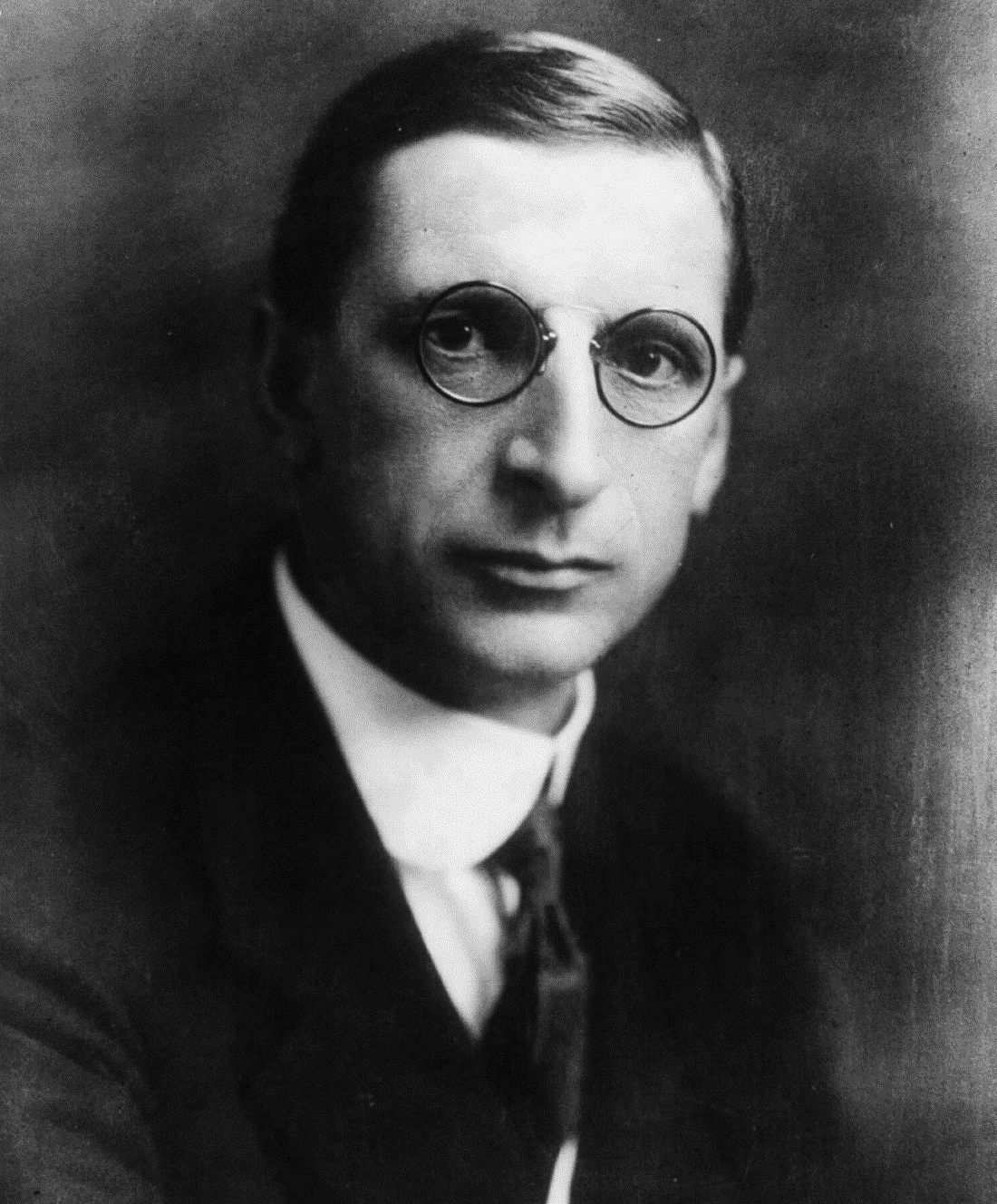
Éamon de Valera, Vorsitzender von Sinn Féin

Die vorangegangene Unterhauswahl fand im Dezember 1910 statt. Die Legislaturperiode wurde wegen des Ersten Weltkriegs verlängert. Im Dezember 1916 kam es zu einer innenpolitischen Krise und nach dem Rücktritt von Premierminister H. H. Asquith zur Bildung einer Koalitionsregierung mit dem walisischen liberalen Politiker David Lloyd George als Premierminister. Die Koalition wurde von den Konservativen und einem Teil der Liberalen (Coalition Liberals) unterstützt. Ein anderer Teil der Liberalen unter dem abtretenden Premierminister Asquith ging in die Opposition (Non-Coalition Liberals). Die Liberale Partei war schon zuvor innerlich gespalten, weil ein Teil der Liberalen der Kriegsteilnahme und den damit verbundenen innenpolitischen Maßnahmen skeptisch gegenüber stand. Besonders strittig war die Einführung der allgemeinen Wehrpflicht im Januar 1916, die für einige Liberale nur schwer zu akzeptieren war. Diese Spaltung der Liberalen setzte sich nach 1916 fort. Während die Koalitions-Liberalen eine Politik des „Siegfriedens“ („war to the finish“ – Krieg bis zum (siegreichen) Ende) unterstützten, zeigten sich die Nicht-Koalitions-Liberalen teilweise geneigt, einen Verhandlungsfrieden („peace by negotiation“) anzustreben. Umstritten war die Ausdehnung der allgemeinen Wehrpflicht auf Irland im April 1918, die von einem Teil der Nicht-Koalitions-Liberalen abgelehnt wurde, nach dem Grundsatz „keine Wehrpflicht ohne vorherige Umsetzung des Government of Ireland Act, 1914“, d. h. der Einführung der Selbstverwaltung Irlands mit eigenem Parlament. Das Wehrpflichtgesetz für Irland wurde zwar beschlossen, aber dann auch aufgrund von Zweifeln an der Zuverlässigkeit irischer Rekruten nicht in die Realität umgesetzt.

### Irischer Osteraufstand 1916
Ein wichtiges innenpolitisches Ereignis während des Krieges war der irische Osteraufstand von 1916. Die Aufständischen hatten zunächst in der irischen Öffentlichkeit nur eine verhältnismäßig geringe Unterstützung genossen, aber die große Härte, mit der der Aufstand durch die britische Obrigkeit niedergeschlagen wurde, ließ die Stimmung in Irland vollständig in eine radikale Richtung umkippen. Die relativ gemäßigte Irish Parliamentary Party verlor weitgehend an Einfluss und die radikale, 1906 gegründete Sinn Féin, die vor dem Krieg noch eine kleine Splittergruppierung gewesen war und am Osteraufstand nur marginalen Anteil hatte, stieg zur einflussreichsten irischen Partei auf. Auch die Verhaftung fast der gesamten Sinn-Féin-Parteiführung am 17. Mai 1918 änderte die Verhältnisse kaum.

### Erweiterung des Wahlrechts 1918
Forderungen nach einer Ausweitung des Wahlrechts hatte es schon lange vor dem Krieg gegeben. Diese Forderungen verschärften sich durch die Kriegslage, weil es als tiefe Ungerechtigkeit empfunden wurde, dass einfache Arbeiter als Soldaten ihr Leben für das Britische Empire einsetzten, aber auf der anderen Seite kein Wahlrecht besaßen, weil das Wahlrecht an Besitz gebunden war. Am 10. Oktober 1916 begann deswegen ein aus 36 Mitgliedern aller Parteien zusammengesetzter Ausschuss (Speaker’s Conference) aus beiden Häusern des Parlaments mit Beratungen zur Erweiterung des Wahlrechts. Der Ausschuss legte dem Unterhaus im März 1917 seinen Bericht vor, der Empfehlungen zur Ausweitung des Wahlrechts enthielt. Am 5. Mai 1917 brachte die Regierung einen entsprechenden Gesetzesentwurf ein. Die folgenden Debatten im Unterhaus, während der der Gesetzesentwurf erheblich erweitert wurde, zogen sich bis zum 7. Dezember 1917 hin, als das Gesetz durch das Unterhaus gebilligt wurde. Nach anschließender 17-tägiger Beratung im Oberhaus wurde der Entwurf mit 87 Seiten Zusätzen an das Unterhaus zurückverwiesen. Diese Zusätze, insbesondere der umstrittene Vorschlag des Oberhauses (das hierin einer ursprünglichen Empfehlung der Speaker’s Conference folgte), ein Verhältniswahlrecht in Mehrpersonenwahlkreisen einzuführen, drohten das Gesetz in letzter Minute zu scheitern zu lassen. Letztlich sorgte aber die Kriegslage für Kompromissbereitschaft und am 6. Februar 1918 trat mit der Unterschrift König Georgs V. der Representation of the People Act 1918 in Kraft.
Das Gesetz gewährte allen mindestens 21 Jahre alten britischen männlichen Staatsbürgern unabhängig von ihren materiellen Verhältnissen das Wahlrecht. Auch alle über 30-jährigen Frauen bekamen das Wahlrecht. Die von den Liberalen angestrebte Abschaffung des Pluralwahlrechts wurde jedoch nicht umgesetzt. Insbesondere behielten die britischen Universitäten ihre Vertretung im Parlament. Auch blieb die Möglichkeit bestehen, dass Personen in mehr als einem Wahlkreis wählen konnten, wenn sie dort entsprechenden gewerblichen oder Immobilienbesitz hatten. Aktive Soldaten und Seemänner erhielten das Wahlrecht im Falle ihrer Abwesenheit vom Wahlort entweder per Briefwahl oder über eine Vertrauensperson. Durch die neuen Bestimmungen nahm die Zahl der Wahlberechtigten auf mehr als das Doppelte zu (um etwa 8 Millionen, davon 6 Millionen Frauen). Die meisten neuen Wahlrechtsbestimmungen für Männer waren weitgehend unumstritten. Das Frauenwahlrecht stieß jedoch zum Teil auf heftigen Widerstand. Dabei wurden die ganzen alten Anti-Suffragetten-Argumente ins Feld geführt (die „drei K“, die politische Unreife der nun sechs Millionen wahlberechtigten Frauen, der Umstand, dass die Stimmen der Frauen der Labour Party zugutekommen und die Konservativen schwächen könnten etc.).
Mit dem Representation of the People Act wurden auch die Wahlkreise neu eingeteilt. Die letzte Wahlkreisneueinteilung hatte es 1885 gegeben und seitdem hatten sich die Bevölkerungs- und Wählerzahlen in den Wahlkreisen unterschiedlich entwickelt. Die Wahlrechtsreform von 1918 ordnete die Wahlkreise so, dass im Vereinigten Königreich künftig ein Abgeordneter auf durchschnittlich 70.000 Einwohner kam und in Irland einer auf 43.000. Damit war Irland weiterhin bevorteilt, aber nicht mehr so stark wie zuvor. Für die einzelnen Landesteile des Vereinigten Königreichs und Irland ergaben sich (mit den Universitätswahlkreisen): England 492 Wahlkreise (31 mehr); Wales 36 (2 mehr), Schottland 74 (2 mehr), Irland 105 (2 mehr). Die Gesamtzahl der Unterhausabgeordneten stieg damit von 670 auf 707.
Fünf Tage nach Inkrafttreten des Waffenstillstand von Compiègne gab der Leader of the House of Commons Andrew Bonar Law bekannt, dass am 14. Dezember 1918 eine Neuwahl stattfinden werde.

## Wahlsystem und Parteien
| Landesteil/ Körperschaft | Wahl- kreise | Abge- ordnete |
| --- | ------------ | ------------- |
| England | 474          | 485           |
| Schottland | 070          | 071           |
| Wales | 035          | 035           |
| Irland | 100          | 101           |
| Universitäten | 09           | 015†          |
| Summe | 688          | 707           |
| †davon: Queen’s University Belfast 1 Dublin University 1 National University of Ireland 1 Cambridge University 2 Oxford University 2 Englische Universitäten zusammen 2 Schottische Universitäten zusammen 3 University of Wales 1 London University 1 |              |               |

Gewählt wurde in 666 Einpersonen-Wahlkreisen und 13 Zweipersonen-Wahlkreisen nach dem Mehrheitswahl-System. Die 13 Zweipersonen-Wahlkreise waren: City of London, Blackburn, Bolton, Brighton, Derby, Norwich, Oldham, Preston, Southampton, Stockport, Sunderland, Dundee und Cork. 15 Abgeordnete wurden durch Universitätsangehörige gewählt. Eine Sperrklausel gab es nicht. Alle Männer über 21 Jahren und Frauen über 30 Jahren waren unabhängig von Einkommen und Vermögen wahlberechtigt. Bei der Wahl traten insgesamt 17 weibliche Kandidaten an.
Im Sommer 1918 einigten sich Premierminister David Lloyd George (Liberal Party) und der Parteivorsitzende der Conservative Party, Andrew Bonar Law, auf eine Liste von Abgeordneten, die bei der nächsten Wahl ein Empfehlungsschreiben der Regierung für die Wahl erhalten sollten. Diese Schreiben, auch als Coalition Coupon bezeichnet, erhielten 159 Kandidaten der Liberal Party, 364 der Konservativen, 20 Kandidaten der National Democratic and Labour Party sowie 2 der Labour Party. Von den 80 Kandidaten der Konservativen, die keinen Coupon erhalten hatten, traten nur 23 gegen einen Kandidaten mit Coupon an, 35 traten in Irland als Unionisten an und 22 in Wahlkreisen ohne Coupon-Kandidat.

## Ausgang der Wahl
Die Auszählung der Wahl erfolgte aufgrund der vielen von Soldaten abgegebenen Stimmen erst am 28. Dezember, die Wahlbeteiligung betrug 57,2 %. Die Koalition errang eine Zweidrittelmehrheit der Sitze, insbesondere die Kandidaten der Konservativen schnitten dabei erfolgreich ab. Obwohl sie im neu gewählten Parlament mehr Abgeordnete als die Liberalen stellten, blieb Lloyd George Premierminister.
Bei den Liberalen verlor der Flügel um Asquith stark an Bedeutung und die meisten Sitze. Auch Asquith selbst konnte kein Mandat erringen. Konservative Abgeordnete, die ihren Sitz ohne Coupon errungen hatten, stimmten in der folgenden Zeit in der Regel mit der Regierung. Die Labour Party konnte ihren Stimmanteil deutlich steigern, erhielt aufgrund des Mehrheitswahlrechts aber vergleichsweise wenige Mandate.
In Irland führte die Wahl zu einer radikalen Umgestaltung der politischen Verhältnisse. Die gemäßigte Irish Parliamentary Party, die in der letzten Vorkriegswahl noch die große Mehrheit der irischen Parlamentssitze gewonnen hatte, sank von 74 Sitzen auf nur 7 Sitze ab. An ihre Stelle trat im Wesentlichen die nationalistisch-republikanische Sinn Féin, die 73 und damit 70 % der in Irland vergebenen Sitze gewann, obwohl 47 Kandidaten zur Zeit der Wahl im Gefängnis saßen. Das Wahlergebnis in Irland war Ausdruck des Stimmungsumschwungs, den es in Irland während der Zeit des Weltkrieges gegeben hatte. Die Sinn Féin-Abgeordneten traten ihre Mandate jedoch nicht an, sondern schlossen sich zum Dáil Éireann, dem revolutionären Parlament der einseitig erklärten unabhängigen Irischen Republik zusammen. Das erste Zusammentreten des Dáil am 21. Januar 1919 markierte gleichzeitig den Beginn des Irischen Unabhängigkeitskriegs.
Mit Constance Markiewicz wurde erstmals eine Frau ins Unterhaus gewählt. Wie die anderen Sinn-Féin-Abgeordneten trat sie ihr Mandat nicht an.

## Wahlergebnis

Karte der Wahlkreisergebnisse. Gewonnene Wahlkreise:
--------

Zusammensetzung des neu gewählten Unterhauses:
--------

1. ↑  Die Unionist Party stellte nur in Schottland Kandidaten auf und bildete im Unterhaus mit den Konservativen eine Fraktionsgemeinschaft.

| Regierung (520) Conservative: 379 Coalition Liberal: 127 Coalition National Dem.: 9 Coalition Labour: 4 Coalition Unabhängig: 1 |  | Opposition (187, real 114) Labour: 57 Liberal: 36 Irish Parliamentary: 7 Labour Unionist: 3 Independent Labour: 2 Unabhängige: 2 National: 2 Co-operative Party: 1 Unabhängig Conservative: 1 Unabhängig Liberal: 1 National Socialist Party: 1 NADSS: 1 Sinn Féin (abwesend): 73 |
| Speaker 1 |  | |

1. ↑  einschließlich der Abgeordneten der Unionist Party und der Unionisten aus Ulster
2. 1 2  Die gewählten Sinn Féin-Abgeordneten nahmen ihre Sitze in Westminster nicht ein.

| Partei  | Partei                                       | Stimmen    | Stimmen | Stimmen | Sitze  | Sitze |
| Partei  | Partei                                       | Anzahl     | %       | +/−     | Anzahl | +/−   |
| ------- | -------------------------------------------- | ---------- | ------- | ------- | ------ | ----- |
|         | Conservative Party                           | 4.003.848  | 38,4    | −8,2    | 379    | +108  |
|         | Coalition Conservative                       | 3.393.167  | 32,5    |         | 332    |       |
|         | Non-Coalition Conservative                   | 610.681    | 5,9     |         | 47     |       |
|         | Liberal Party                                | 2.674.242  | 25,6    | −17,6   | 163    | −109  |
|         | Coalition Liberal                            | 1.318.844  | 12,6    |         | 127    |       |
|         | Non-Coalition Liberal                        | 1.355.398  | 13,0    |         | 36     |       |
|         | Labour Party                                 | 2.211.871  | 21,2    | +14,9   | 61     | +19   |
|         | Coalition Labour                             | 40.641     | 0,4     |         | 4      |       |
|         | Non-Coalition Labour                         | 2.171.230  | 20,8    |         | 57     |       |
|         | Sinn Féin                                    | 476.458    | 4,6     | +4,6    | 73     | +73   |
|         | Irish Parliamentary Party                    | 226.498    | 2,2     | +0,3    | 7      | −67   |
|         | National Democratic and Labour Party         | 174.825    | 1,7     | +1,7    | 9      | +9    |
|         | Coalition National Democratic and Labour     | 156.834    | 1,5     |         | 9      |       |
|         | Non-Coalition National Democratic and Labour | 17.991     | 0,2     |         | 0      |       |
|         | Unabhängige Labour                           | 116.322    | 1,1     | +1,0    | 2      | +2    |
|         | Unabhängige                                  | 114.535    | 1,1     | +1,1    | 3      | +3    |
|         | Coalition Unabhängige                        | 9.274      | 0,1     |         | 1      |       |
|         | Non-Coalition Unabhängige                    | 105.261    | 1,0     |         | 2      |       |
|         | National Party                               | 94.389     | 0,9     | +0,9    | 2      | +2    |
|         | Unabhängige NFDSS/NADSS                      | 66.451     | 0,6     | +0,6    | 1      | +1    |
|         | Co-operative Party                           | 57.785     | 0,6     | +0,6    | 1      | +1    |
|         | Unabhängige Conservative                     | 44.637     | 0,4     | +0,3    | 1      | ±0    |
|         | Ulster Unionist Labour Association           | 30.304     | 0,3     | +0,3    | 3      | +3    |
|         | Unabhängige Liberal                          | 24.985     | 0,2     | +0,2    | 0      | ±0    |
|         | Agriculturalist                              | 19.412     | 0,2     | +0,2    | 0      | ±0    |
|         | NFDSS                                        | 12.329     | 0,1     | +0,1    | 0      | ±0    |
|         | Belfast Labour Party                         | 12.164     | 0,1     | +0,1    | 0      | ±0    |
|         | National Socialist Party                     | 11.013     | 0,1     | +0,1    | 1      | +1    |
|         | Highland Land League                         | 8.710      | 0,1     | +0,1    | 0      | ±0    |
|         | Women’s Party                                | 8.614      | 0,1     | +0,1    | 0      | ±0    |
|         | British Socialist Party                      | 8.394      | 0,1     | +0,1    | 0      | ±0    |
|         | Unabhängige Democratic                       | 8.351      | 0,1     | +0,1    | 0      | ±0    |
|         | Unabhängige Nationalist                      | 8.183      | 0,1     | +0,1    | 0      | ±0    |
|         | Socialist Labour Party                       | 7.567      | 0,1     | +0,1    | 0      | ±0    |
|         | Scottish Prohibition Party                   | 5.212      | 0,0     | ±0      | 0      | ±0    |
|         | Unabhängige Progressive                      | 5.077      | 0,0     | ±0      | 0      | ±0    |
|         | Unabhängige Labour und Agriculturalist       | 1.972      | 0,0     | ±0      | 0      | ±0    |
|         | Christian Socialist                          | 597        | 0,0     | ±0      | 0      | ±0    |
|         | Gesamt                                       | 10.434.700 | 100,0   |         | 707    |       |
|         | Coalition                                    | 4.918.760  | 47,1    |         | 473    |       |
|         | Non-Coalition                                | 5.515.940  | 52,9    |         | 234    |       |
| Quelle: |                                              |            |         |         |        |       |

1. ↑  einschließlich der Unionist Party in Schottland und der Ulster Unionists in Nordirland